# Dominik Raschner
Dominik Raschner (Innsbruck, 23 de agosto de 1994) es un deportista austríaco que compite en esquí alpino.
Ganó una medalla de plata en el Campeonato Mundial de Esquí Alpino de 2023, en la prueba de eslalon gigante paralelo. En la Copa del Mundo consiguió dos podios en total.

## Palmarés internacional
| Campeonato Mundial | Campeonato Mundial           | Campeonato Mundial | Campeonato Mundial       |
| Año                | Lugar                        | Medalla            | Prueba                   |
| ------------------ | ---------------------------- | ------------------ | ------------------------ |
| 2023               | Courchevel/Méribel (Francia) | Medalla de plata   | Eslalon gigante paralelo |